# Miki Yamane
Miki Yamane (født 22. december 1993) er en japansk fodboldspiller, som spiller for den japanske fodboldklub Shonan Bellmare.